# Буткеев, Владимир Анатольевич
Владимир Анатольевич Буткеев (род. 22 марта 1954, Славянская, Краснодарский край) — государственный деятель, депутат Государственной думы второго и третьего созывов.

## Биография
В 1979 году окончил Магаданский филиал Всесоюзного юридического заочного института.
С 1991 по 1993 год — депутат Магаданского областного Совета, Включен в состав областной Комиссии по правам человека.
В мае 1997 года был избран депутатом Государственной Думы по одномандатному округу № 103 на освободившееся место Валентина Цветкова. Заместитель председателя Комитета по проблемам Севера и Дальнего Востока. Работал в составе депутатской группы «Российские регионы».
26 июня 2021 года Партия «Справедливая Россия — Патриоты — За правду» представила кандидатов, которые будут участвовать в выборах в Госдуму VIII созыва по одномандатным округам Москвы. Владимир Буткеев был выдвинуть по 210-му Чертановскому одномандатному округу.